# 东方鳄属
东方鳄属（学名：Orientalosuchus）为鳄目的一个属。属名为拉丁文“oriens”（东方）+“suchus” （古希腊语 “soukhos” ，意为鳄鱼）。

## 下属物种
本属包括以下物种：
- Orientalosuchus naduongensis Massonne, Vasilyan, Rabi & Böhme, 2019[2]